# Рош, Дени (переводчик)
Мори́с Дени́ Рош (фр. Maurice Denis Roche; 2 июня 1868, Орадур-сюр-Вэр, Верхняя Вьенна — 1 августа 1951, Лорис, Воклюз) — французский переводчик.
Сын адвоката, получил юридическое образование. Заинтересовавшись русским языком, в 1898 году совершил путешествие в Санкт-Петербург, где познакомился с Толстым, Чеховым, Репиным. Переводил с русского языка произведения Николая Лескова, Ивана Тургенева, Ивана Шмелёва, Владимира Набокова («Защита Лужина», «Весна в Фиальте») и других авторов. В переводе Роша вышло двадцатитомное собрание сочинений Чехова, в 1928 году за перевод рассказа «Соседи» он был удостоен Французской академией премии Ланглуа.
Помимо переводов опубликовал отдельными изданиями биографический очерк о Ф. П. Гаазе (фр. La Vie du Dr Haas, un bienfaiteur des prisonniers en Russie; 1906), брошюру о художнике Петре Шмелькове (фр. Un Аrtiste russe très expressif: Р.-М. Chmélkov; 1903) и обзор русского искусства (фр. L'Art russe; 1909), а также роман «Юная Физи, внучатая племянница Мими Пенсон» (фр. La Jeune Physi, petite nièce de Mimi Pinson; 1903). Составил сборник «Легенды Лимузена, собранные в окрестностях Рошешуара» (фр. Contes limousins recueillis dans l'arrondissement de Rochechouart; 1902) с текстом на французском и окситанском языках.